# Coelopencyrtus sexramosus
Coelopencyrtus sexramosus är en stekelart som först beskrevs av Timberlake 1922.  Coelopencyrtus sexramosus ingår i släktet Coelopencyrtus och familjen sköldlussteklar. Inga underarter finns listade i Catalogue of Life.